# Biłozerka
Biłozerka (Білозерка) – osiedle typu miejskiego w rejonie chersońskim obwodzie chersońskim Ukrainy, dawna siedziba władz rejonu biłozerskiego.
Miejscowość leży na brzegu Jeziora Białego, połączonego z Dnieprem. W 2018 liczyła 9636 mieszkańców.

## Historia
Miejscowość założona 2 października 1780 roku jako Iwanowka - nazwana od imienia Іwana Аbramowicza Hannibala, zarządcy budowy chersońskiej fortecy. Pierwszymi osadnikami byli dawni zaporożcy i przesiedleńcy z prawobrzeżnej Ukrainy. Od 1956 roku ma status osiedla typu miejskiego.

## Zabytki i atrakcje turystyczne
- Pozostałości Monastyru Zwiastowania z 2 połowy XIX wieku, zrujnowanego w czasach sowieckich.

## Ludzie związani z Biłozerką
- Siergiej Bondarczuk
- Mykoła Skadowski